# Fasenregel
De fasenregel legt het verband tussen het aantal vrijheidsgraden (n), het aantal componenten (c) en het aantal met elkaar in evenwicht verkerende fasen (f).
In formule luidt de fasenregel (voor een systeem waar geen chemische reacties plaatsvinden): n = c − f + 2.
Deze regel werd voor het eerst opgesteld door de Amerikaanse natuurkundige Josiah Willard Gibbs (1839-1903).